# الفيلق الخامس
كان الفيلق الخامس تحالفًا يضم خمس جماعات معارِضة تابعة للجيش السوري الحر شاركت في الحرب الأهلية السورية. وتلقت الوحدات الخمس جميعها صواريخ تاو من تحالف «أصدقاء سوريا» المدعوم أمريكيًا. وعلى الرغم من دعم الولايات المتحدة، نددت الجماعة بالتدخل في سوريا بقيادة الولايات المتحدة ضد داعش و‌جبهة النصرة. يبدو أن التحالف منحل.

## التكوين
- الفرقة 13[1]
- الفرقة 101 مشاة[1]
- اللواء الأول مشاة
- لواء فرسان الحق
- لواء صقور جبل الزاوية[1]